# سارا استوارت
سارا استوارت (انگلیسی: Sarah Stewart؛ زادهٔ ۱۳ ژوئن ۱۹۷۶) ورزشکار بسکتبال اهل استرالیا است.
وی در مسابقات کشوری و بین‌المللی در مجموع برندهٔ ۲ مدال نقره، ۱ مدال برنز شده‌است.